# Nian gao
Il Nian gao (caratteri cinesi: 年糕; pinyin: nián'gāo; traduzione: torta dell'anno), chiamato anche Torta di Riso, Torta dell'Anno o Torta del Capodanno cinese è un dolce preparato con riso glutinoso, disponibile nei negozi di cibi per la salute e nei supermercati in tutta l'Asia, e consumato nella cucina cinese soprattutto nel periodo delle festività del capodanno lunare. È considerato un cibo portafortuna per l'anno a venire, in quanto il suo suono è omofono di "anno migliore".

## Produzione

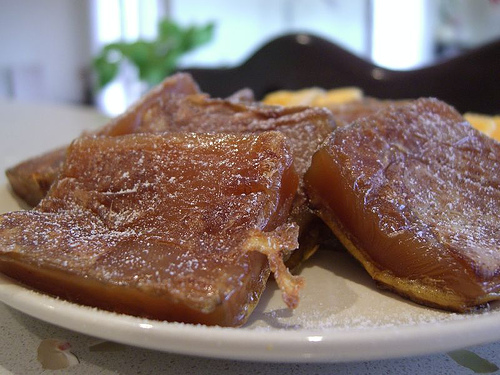
Il nian gao dolce del Guangdong, fritto in padella

Nonostante le numerose variazioni della ricetta, è sempre presente il punto fondamentale costituito dal riso glutinoso, che viene triturato o ammassato a formare una pasta o, a seconda del luogo, semplicemente sciolto in una formina e cotto una seconda volta per stabilizzare gli ingredienti. Le varietà del nian gao cambiano a seconda della regione in cui esso viene preparato. Le più famose sono le varietà di Shanghai, del Fujian e quella cantonese, originatasi nel Guangdong.

## Tipi

### Cucina di Shanghai

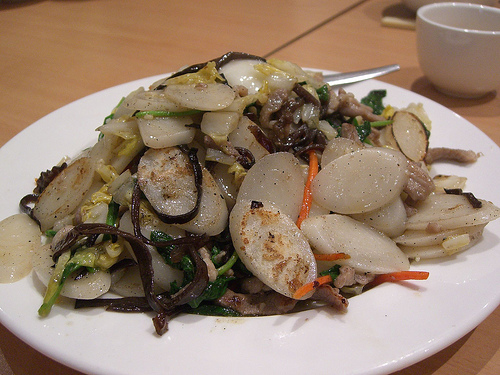
Il nian gao salato di Shanghai

Il nian gao di Shanghai, meglio noto come gnocchi di riso, viene spesso avvolto in un tondino soffice, per essere poi tagliato, oppure saltato in padella e aggiunto nelle zuppe. A seconda dei diversi metodi di cottura, il nian gao avrà una consistenza soffice o gommosa. La versione di Shanghai è fatta con riso non glutinoso e rimane di colore bianco; quest'ultima caratteristica è considerata sua distintiva.
Il metodo più comune di cucinare il nian gao è saltarlo in padella, dopodiché il nome del piatto cambierà in chao nian gao (炒年糕). Vi sono tre tipi differenti di chao nian gao: il primo è un piatto molto saporito, a cui vengono aggiunti diversi tipi di carne (manzo o maiale) e vegetali (cavolfiore o sedano). Il secondo piatto è una versione dolce, addolcito con lo zucchero bianco classico, mentre l'ultima versione è insapore, spesso consumata per la sua piacevole consistenza gommosa.

### Cucina cantonese
La varietà di nian gao del Guangdong viene solitamente addolcita con zucchero di canna, assumendo così un colore giallo scuro. La pasta viene versata in un tegame per torte e cotta ulteriormente al vapore per stabilire gli ingredienti, finché si solidifica. Viene servita in fette spesse e collose, può essere mangiata così com'è oppure insaporita con acqua di rose o pasta di fagioli rossi.
Dopo la bollitura al vapore, il nian gao può anche essere fritto in padella con l'aggiunta di uovo, in questo caso verrà chiamato jian nian gao (煎年糕). Dopo la frittura il dolce rimane leggermente croccante all'esterno, e pastoso all'interno. Durante i festeggiamenti del Capodanno cinese, viene tagliato in pezzi quadrati e servito insieme ad altre torte quali quella di taro e quella di castagne d'acqua.

### Altre culture
In Giappone ed in Corea sono presenti dolci simili, il cui ingrediente principale è il riso glutinoso, e sono conosciuti rispettivamente come mochi e tteok (sebbene quest'ultimo possa essere preparato anche con del riso non glutinoso). Il nian gao è ampiamente consumato anche nelle Filippine durante le festività del Capodanno cinese, dove è conosciuto anche con il nome di tikoy (甜粿), derivante dal dialetto minnan. In Birmania, infine, esso è chiamato tikay.

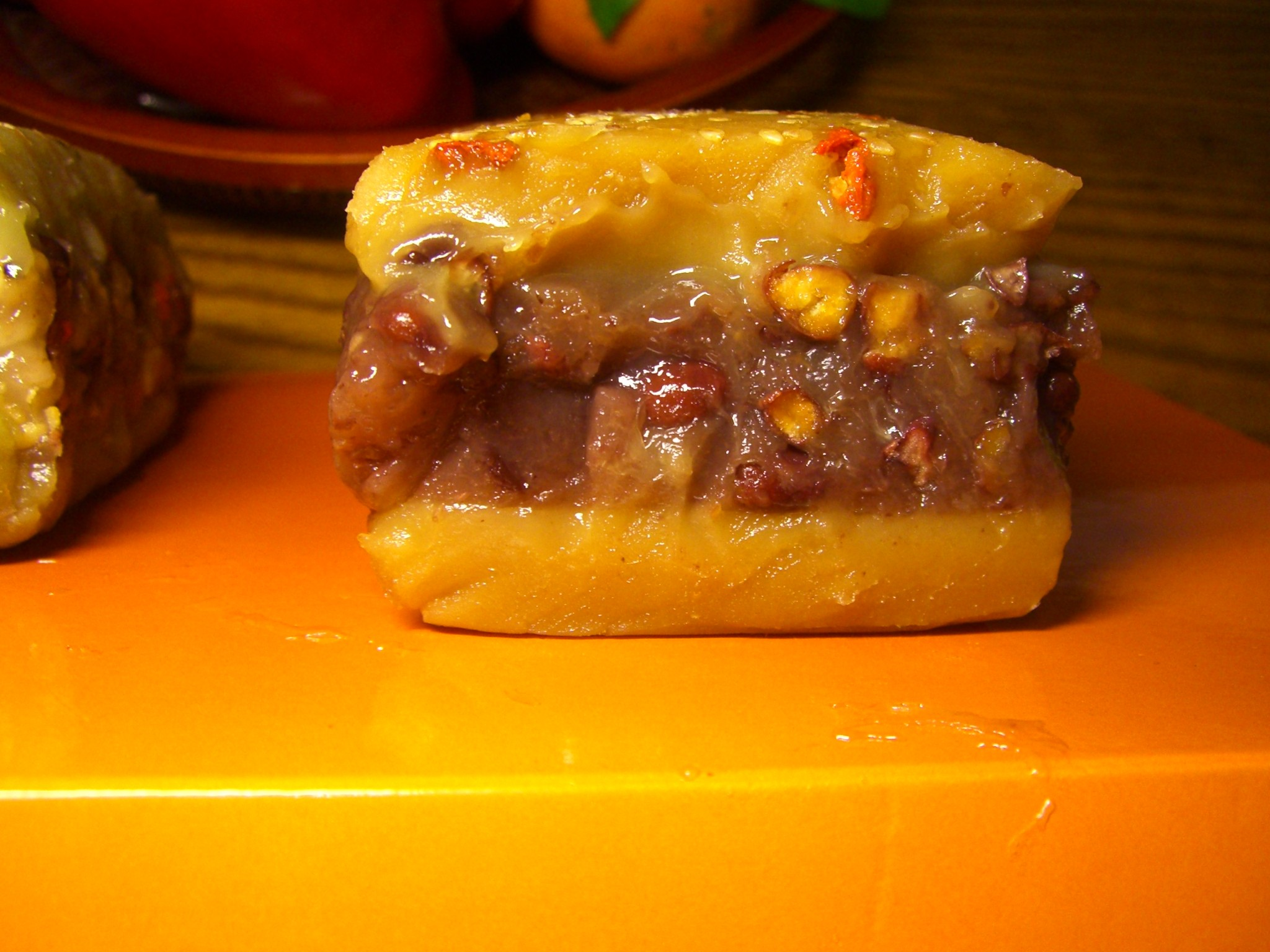
Due strati di nian gao con ripieno di pasta di fagioli rossi dolci

### Combinazioni
Nelle diverse nazioni asiatiche, la torta è stata variata con l'aggiunta di ingredienti diversi, quali la pasta di fagioli rossi o la pasta di semi di loto.